# Albo d'oro del campionato russo di calcio a 5
Elenco dei vincitori del campionato russo di calcio a 5 di massimo livello.

## Albo d'oro

### Precursori
| Stagione             | Vincitore            | Secondo posto        | Terzo posto          |
| Campionato sovietico | Campionato sovietico | Campionato sovietico | Campionato sovietico |
| -------------------- | -------------------- | -------------------- | -------------------- |
| 1991                 | KSM-24 Mosca         | Metallurg Aldan      | Agros-Intex          |
| Campionato della CSI |                      |                      |                      |
| 1992                 | Dina Mosca           | Spartak Mosca        | Stroitel'-7          |

### Campionato russo
| Stagione     | Vincitore         | Secondo posto     | Terzo posto       |
| Vysšaja Liga | Vysšaja Liga      | Vysšaja Liga      | Vysšaja Liga      |
| ------------ | ----------------- | ----------------- | ----------------- |
| 1992-1993    | Dina Mosca        | Čertanovo         | Čeljabinsk        |
| 1993-1994    | Dina Mosca        | Čeljabinsk        | KSM-24 Mosca      |
| 1994-1995    | Dina Mosca        | Spartak Mosca     | VIZ Ekaterinburg  |
| 1995-1996    | Dina Mosca        | KSM-24 Mosca      | TTG Jugorsk       |
| 1996-1997    | Dina Mosca        | KSM-24 Mosca      | TTG Jugorsk       |
| 1997-1998    | Dina Mosca        | VIZ Ekaterinburg  | GKI-KSM Mosca     |
| 1998-1999    | Dina Mosca        | VIZ Ekaterinburg  | Spartak Mosca     |
| 1999-2000    | Dina Mosca        | Spartak Mosca     | GKI Gazprom       |
| 2000-2001    | Spartak Mosca     | Noril'skij Nikel' | TTG Jugorsk       |
| 2001-2002    | Noril'skij Nikel' | GKI Gazprom       | Spartak Mosca     |
| 2002-2003    | Dinamo Mosca      | Noril'skij Nikel' | VIZ-Sinara        |
| Superliga    |                   |                   |                   |
| 2003-2004    | Dinamo Mosca      | Dina Mosca        | VIZ-Sinara        |
| 2004-2005    | Dinamo Mosca      | Spartak Ščëlkovo  | VIZ-Sinara        |
| 2005-2006    | Dinamo Mosca      | VIZ-Sinara        | Spartak Ščëlkovo  |
| 2006-2007    | Dinamo Mosca      | VIZ-Sinara        | TTG Jugorsk       |
| 2007-2008    | Dinamo Mosca      | TTG Jugorsk       | VIZ-Sinara        |
| 2008-2009    | VIZ-Sinara        | Dinamo Jamal      | TTG Jugra         |
| 2009-2010    | VIZ-Sinara        | Tjumen'           | Dinamo Jamal      |
| 2010-2011    | Dinamo Mosca      | Sinara            | Sibirjak          |
| 2011-2012    | Dinamo Mosca      | Sibirjak          | Gazprom Jugra     |
| 2012-2013    | Dinamo Mosca      | Gazprom Jugra     | Tjumen'           |
| 2013-2014    | Dina Mosca        | Gazprom Jugra     | Sibirjak          |
| 2014-2015    | Gazprom Jugra     | Dinamo Mosca      | Sibirjak          |
| 2015-2016    | Dinamo Mosca      | Gazprom Jugra     | Sibirjak          |
| 2016-2017    | Dinamo Mosca      | Dina Mosca        | Gazprom Jugra     |
| 2017-2018    | Gazprom Jugra     | Sibirjak          | Tjumen'           |
| 2018-2019    | Tjumen'           | KPRF Mosca        | Dinamo Samara     |
| 2019-2020    | KPRF Mosca        | Gazprom Jugra     | Sinara            |
| 2020-2021    | Sinara            | Tjumen'           | Noril'skij Nikel' |
| 2021-2022    | Gazprom Jugra     | KPRF Mosca        | Noril'skij Nikel' |
| 2022-2023    | KPRF Mosca        | Noril'skij Nikel' | Sinara            |
| 2023-2024    | Gazprom Jugra     | Ukhta             | Tjumen'           |

## Statistiche
| Titoli | Squadra           | Anni                                                             |
| ------ | ----------------- | ---------------------------------------------------------------- |
| 11     | Dinamo Mosca      | 2003, 2004, 2005, 2006, 2007, 2008, 2011, 2012, 2013, 2016, 2017 |
| 9      | Dina Mosca        | 1993, 1994, 1995, 1996, 1997, 1998, 1999, 2000, 2014             |
| 4      | Gazprom Jugra     | 2015, 2018, 2022, 2024                                           |
| 3      | Sinara            | 2009, 2010, 2021                                                 |
| 2      | KPRF Mosca        | 2020, 2023                                                       |
| 1      | Spartak Mosca     | 2001                                                             |
| 1      | Noril'skij Nikel' | 2002                                                             |
| 1      | Tjumen'           | 2019                                                             |